# No volveremos atrás
No volveremos atrás es un álbum de varios intérpretes, lanzado por el sello discográfico chileno DICAP a principios de 1973, con el objetivo principal de apoyar la campaña política de la Unidad Popular (UP) durante las elecciones legislativas de marzo de ese año, seis meses antes del Golpe de Estado. En dichas elecciones, la coalición electoral de la UP alcanzaría el 43.4% de los votos.
En su gran mayoría las canciones son interpretadas por la banda chilena Quilapayún (quienes producto del Golpe se exiliarían durante muchos años en Francia), pero también participan en él otros reconocidos músicos tales como Isabel Parra, Inti-Illimani, Bonnie Baher y el fallecido ese mismo año Víctor Jara.
Varias letras de las canciones del álbum tienen claras aluciones al mes de «marzo» y a la «UP», además de encontrarse reseñas en contra de los opositores Sergio Onofre Jarpa (PN) y Eduardo Frei Montalva (PDC), este último Presidente de la República de Chile que antecedió a Salvador Allende, padre del futuro Presidente Eduardo Frei Ruiz-Tagle.
Este álbum es precedido por el EP de cuatro canciones interpretado por Quilapayún e Inti-Illimani, titulado Fiesta del domingo.

## Lista de canciones[5][6]
| N.º | Título                                    | Música                      | Intérprete                | Duración |  |
| 1.  | «Este es mi lugar»                        | Alfredo Pintor, Quilapayún  | Quilapayún                |          |  |
| 2.  | «Por siempre muy juntos»                  | Alfredo Pintor, Quilapayún  | Quilapayún                |          |  |
| 3.  | «No vamos hoy a bailar»                   | Sergio Ortega, Quilapayún   | Quilapayún                |          |  |
| 4.  | «Conchalí»                                | Sergio Ortega, Quilapayún   | Quilapayún                |          |  |
| 5.  | «Cueca negra»                             | Sergio Ortega, Quilapayún   | Quilapayún                |          |  |
| 6.  | «Nuestro amor»                            | Sergio Ortega, Quilapayún   | Quilapayún                |          |  |
| 7.  | «¿Onofre? Sí Frei»                        | Sergio Ortega, Quilapayún   | Quilapayún                |          |  |
| 8.  | «Al centro de la injusticia» (2ª versión) | Violeta Parra, Isabel Parra | Isabel Parra              |          |  |
| 9.  | «El desabastecimiento»                    | Víctor Jara                 | Víctor Jara               |          |  |
| 10. | «Frei ayúdame»                            | Tony Ronald, Quilapayún     | Quilapayún, Inti-Illimani |          |  |
| 11. | «Cueca roja»                              | Sergio Ortega, Quilapayún   | Quilapayún                |          |  |